# Middleborough (Massachusetts)
Middleborough es un pueblo ubicado en el condado de Plymouth en el estado estadounidense de Massachusetts. En el Censo de 2010 tenía una población de 23.116 habitantes y una densidad poblacional de 123,69 personas por km².

## Geografía
Middleborough se encuentra ubicado en las coordenadas 41°52′41″N 70°52′9″O / 41.87806, -70.86917. Según la Oficina del Censo de los Estados Unidos, Middleborough tiene una superficie total de 186.89 km², de la cual 178.9 km² corresponden a tierra firme y (4.27%) 7.99 km² es agua.

## Demografía
Según el censo de 2010, había 23.116 personas residiendo en Middleborough. La densidad de población era de 123,69 hab./km². De los 23.116 habitantes, Middleborough estaba compuesto por el 95.22% blancos, el 1.56% eran afroamericanos, el 0.24% eran amerindios, el 0.74% eran asiáticos, el 0.02% eran isleños del Pacífico, el 0.64% eran de otras razas y el 1.59% pertenecían a dos o más razas. Del total de la población el 1.59% eran hispanos o latinos de cualquier raza.